# سیلویا آیشنر
سیلویا آیشنر (آلمانی: Sylvia Eichner؛ زادهٔ ۶ ژوئن ۱۹۵۷) شناگر اهل آلمان شرقی بود.
وی در مسابقات کشوری و بین‌المللی در مجموع برندهٔ ۱ مدال طلا، ۱ مدال نقره شده‌است.